# Чукуев, Владимир Петрович
Владимир Петрович Чукуев (род. 11 июня 1942, Каракол) — советский и российский живописец и график. Заслуженный художник Российской Федерации (1995), народный художник Республики Алтай (2004), член-корреспондент РАХ (2019). Почётный гражданин Республики Алтай (2017).

## Биография
С 1961 по 1964 год служил в армии. Окончил исторический факультет Горно-Алтайского педагогического института (1968); Алма-Атинское художественное училище им. Н. В. Гоголя (1971); графический факультет Института им. И. Е. Репина (1978 г., руководитель мастерской В. Г. Старов).
С 1979 года живёт и работает в г. Горно- Алтайск. Постоянный участник выставок с 1972 г.
С 1988 г. председатель Правления Союза художников Горно-Алтайской АО.
Автор пейзажей и портретов, флага Республики Алтай.

## Награды
- Медаль «За труды в культуре и искусстве» (31 июля 2025 года) — за большой вклад в развитие отечественной культуры и искусства, многолетнюю плодотворную деятельность[1].
- Заслуженный художник Российской Федерации (5 августа 1995 года) — за большие заслуги в области искусства[2].
- Народный художник Республики Алтай (2004 год).